# Carl-August Fleischhauer

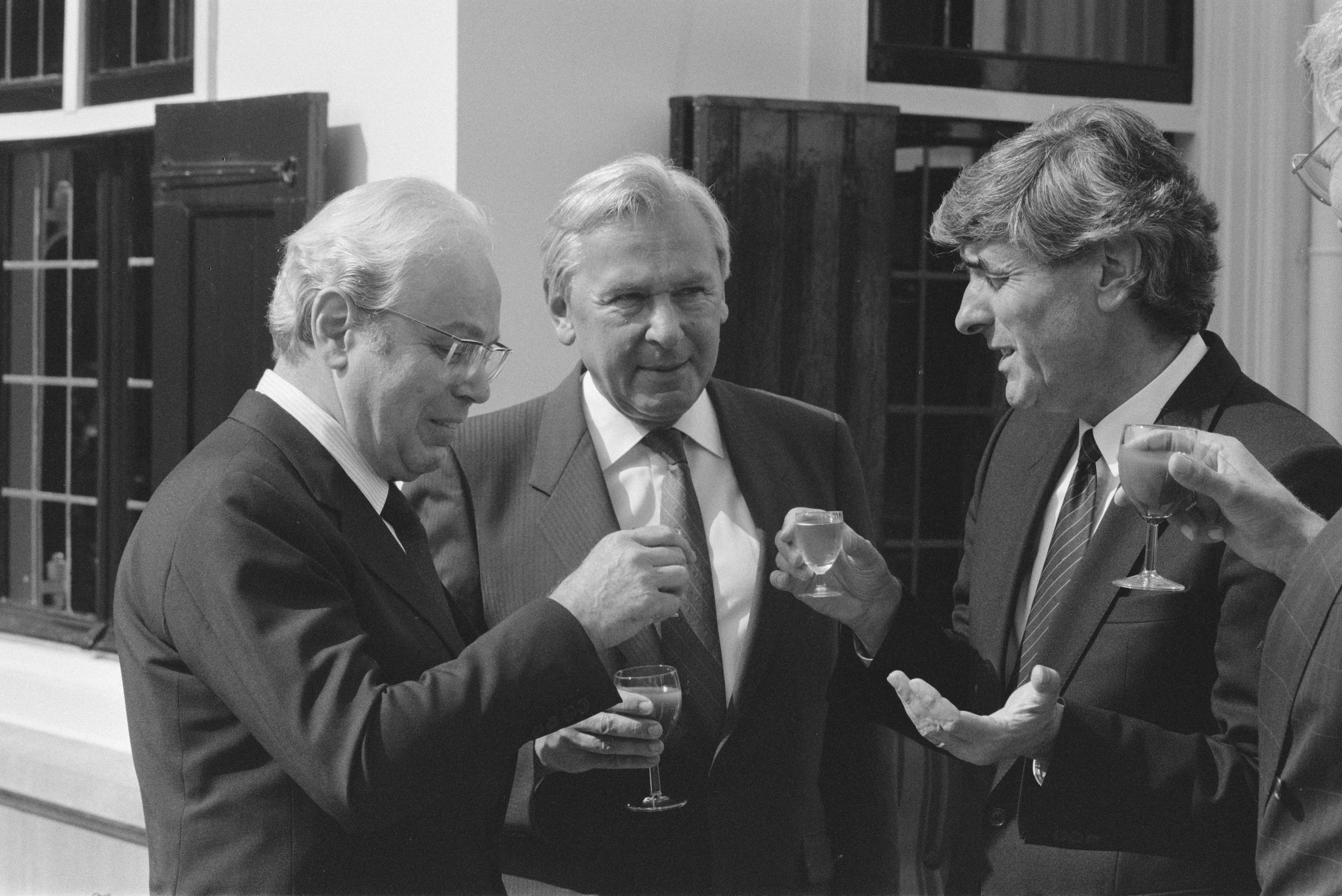
Javier Pérez de Cuéllar, Carl-August Fleischhauer und Ruud Lubbers (1988)

Carl-August Fleischhauer (* 9. Dezember 1930 in Düsseldorf; † 4. September 2005 in Bonn) war ein deutscher Jurist. Er war ab 1962 in verschiedenen Positionen im Auswärtigen Amt tätig, bevor er 1983 als Untergeneralsekretär die Leitung des Bereichs Rechtsangelegenheiten der Vereinten Nationen übernahm. Von 1994 bis 2003 wirkte er als Richter am Internationalen Gerichtshof.

## Leben
Carl-August Fleischhauer studierte die Rechtswissenschaften an der Universität Heidelberg sowie an den Universitäten Grenoble, Paris und von 1954 bis 1955 mit einem Fulbright-Stipendium an der University of Chicago. Er absolvierte 1954 in Heidelberg die erste sowie sechs Jahre später in Stuttgart die zweite juristische Staatsprüfung und war anschließend am Max-Planck-Institut für ausländisches öffentliches Recht und Völkerrecht als Referent tätig. Während seiner Zeit am Institut, dessen Kuratorium er später von 1975 bis 2002 angehörte, promovierte er 1961 mit einer Arbeit aus dem Bereich des Verfassungsrechts. Im Jahr 1962 begann er eine Laufbahn im Auswärtigen Amt. Von 1962 bis 1963 war er im Iran und von 1969 bis 1971 in Uruguay im diplomatischen Dienst tätig. Ab 1972 leitete er das Referat Völkerrecht und von 1976 bis 1983 die Rechtsabteilung des Auswärtigen Amts. Darüber hinaus vertrat er Deutschland bei verschiedenen internationalen Konferenzen, wie beispielsweise in den Jahren 1968/1969 bei den Verhandlungen zum Wiener Übereinkommen über das Recht der Verträge, 1974/1975 bei der Konferenz über Sicherheit und Zusammenarbeit in Europa, von 1974 bis 1977 bei den Verhandlungen über die Zusatzprotokolle zu den Genfer Konventionen sowie von 1974 bis 1982 bei den Verhandlungen zum Seerechtsübereinkommen. Anschließend leitete er von 1983 bis 1994 als Untergeneralsekretär den Bereich Rechtsangelegenheiten der Vereinten Nationen. Während dieser Zeit war er wesentlich an der Ausarbeitung der Mandate und anderer Rahmendokumente verschiedener Missionen der Friedenstruppen der Vereinten Nationen beteiligt, so für die Missionen ONUCA in El Salvador, UNTAG in Namibia, ONUMOZ in Mosambik sowie UNTAC in Kambodscha. Darüber hinaus basierte die Einrichtung des Internationalen Strafgerichtshofs für das ehemalige Jugoslawien auf einem Bericht, der unter Federführung von Carl-August Fleischhauer entstanden war.
Vom 6. Februar 1994 bis zum 5. Februar 2003 war Carl-August Fleischhauer als Richter am Internationalen Gerichtshof tätig. Während dieser Zeit war er an 35 Urteilen und sonstigen Entscheidungen sowie an drei Rechtsgutachten des Gerichts beteiligt und gab dabei drei Sondervoten ab. Auch nach dem Ende seiner turnusmäßig neunjährigen Amtszeit stellte er sich dem Gericht für die Verhandlung der Klage des Fürstentums Liechtenstein gegen Deutschland zwischen 2001 und 2005 als Ad-hoc-Richter zur Verfügung. Gegenstand des Verfahrens, bei dem es sich um die erste Klage in der Geschichte des Gerichtshofes gegen Deutschland handelte, war die Behandlung von liechtensteinischem Vermögen auf dem Gebiet der früheren Tschechoslowakei im Zusammenhang mit dem Zweiten Weltkrieg als deutsches Auslandsvermögen sowie dessen Heranziehung zur Begleichung deutscher Kriegsschulden. Der zu diesem Zeitpunkt am Gericht amtierende deutsche Richter Bruno Simma nahm nicht an der Entscheidung teil, da er zuvor als Rechtsberater der deutschen Regierung in diesem Fall gewirkt hatte und damit persönlich befangen war. Das Verfahren endete mit der Entscheidung des Gerichtshofes, dass die Ansprüche Liechtensteins nicht gegen Deutschland zu richten seien. Carl-August Fleischhauer stimmte in den wesentlichen Punkten der Entscheidung mit der Richtermehrheit (12:4) und gab darüber hinaus eine Erklärung zu einem weiteren Teil der Entscheidung ab, in welchem er als einziger Richter gegen die Mehrheit (15:1) gestimmt hatte.
Carl-August Fleischhauer war verheiratet und Vater von zwei Töchtern. Er starb 2005 in Bonn.

## Ehrungen
- Verdienstkreuz 1. Klasse der Bundesrepublik Deutschland

## Werke
- Die Grenzen der sachlichen Zuständigkeit des Bundesverfassungsgerichtes bei der Kontrolle der gesetzgebenden Gewalt, der Staatsleitung und der politischen Parteien. Dissertationsschrift an der Juristischen Fakultät der Ruprecht-Karls-Universität, Heidelberg 1961
- Der Internationale Gerichtshof und seine Rolle in den internationalen Beziehungen. In: Sicherheit und Frieden. 16(4)/1998. Nomos, S. 223–227, ISSN 0175-274X
- Verschiedene Beiträge zur Encyclopedia of Public International Law. Herausgegeben vom Max-Planck-Institut für ausländisches öffentliches Recht und Völkerrecht. Elsevier, Amsterdam / New York / London 1992